# Гімн Ірану
Національний гімн Ісламської Республіки Іран (перс. سرود ملی جمهوری اسلامی ایران, Sorūd-e Mellī-ye Jomhūrī-ye Eslāmi-ye Īrān) — державний гімн Ірану. Автор музики — Хасан Ріяхі, слова написані колективом авторів. Цей гімн був прийнятий 1990 року, замінивши гімн, використовуваний за часів аятоли Рухолли Мусаві Хомейні.

## Текст
| Запис арабським письмом | Транскрипція знаками МФА | Український переклад |
| سر زد از افق، مهر خاوران فروغ دیده ی حق باوران بهمن، فرّ ایمان ماست پیامت ای امام، استقلال، آزادی نقش جان ماست شهیدان، پیچیده در گوش زمان فریادتان پاینده مانی و جاودان جمهوری اسلامی ایران | sæɾ zæd æz ofoʁ mehɾ-e χɒvæɾɒn foɾuʁ-e dide-je hæʁ-bɒvæɾɒn bæhmæn, fæɾɾ-e imɒn-e mɒst pæjɒmæt ej emɒm, esteʁlɒl, ɒzɒdi næʁʃ-e ʤɒn-e mɒst ʃæhidɒn, piʧide dæɾ guʃ-e zæmɒn fæɾjɒd-e-tɒn pɒjænde mɒni-jo ʤɒvedɒn ʤomhuɾi-je eslɒmi-je iɾɒn | Над обрієм зійшло Сонце зі Сходу, Світло в очах Віруючих в істину. Місяць Багман — сіяння нашої Віри. Твоє послання, Імаме, про Незалежність і Свободу викарбоване у наших душах. О Мученики! Ваше гучне відлуння у вухах Часу: Будь стійкою і вічною, Ісламська республіко Іран! |